# Philippe Swan
Pour les articles homonymes, voir Swan.
Philippe Swan, pseudonyme de Philippe Colpaert, est un auteur-compositeur-interprète et producteur belge. 

## Biographie

### Débuts et notoriété
Né le 18 mars 1961 d'une mère chanteuse d'un grand orchestre à la fin des années 1940, le musicien n'acquiert sa première guitare qu'à dix-sept ans. À l'École de commerce Solvay de l'Université libre de Bruxelles, il monte un groupe baptisé Calvitie Précoce avec lequel il sort le disque 45 tours Garçon, l'addition qui se vend à 500 exemplaires. Diplômé, il décroche chez PolyGram Belgique le poste de responsable des compilations et projets spéciaux.
L'année suivante, c'est dans les bureaux parisiens de la maison de disques Phonogram (Philips) qu'il obtient un contrat avec le titre Dans ma rue en 1988,. Il passe alors dans toutes les émissions de variétés et la chanson rencontre le succès. Elle se place no 36 du Top 50 en France,. Le classement en Belgique francophone n'étant en fonction que depuis avril 1995, les ventes du titre n'y sont pas évaluées. Il édite les singles Suzy en 1989 et Machinalement en 1990. Son premier album Sale rêveur sort cette même année et se vend à 20 000 copies. La même année, il décroche une nomination aux Victoires de la musique en tant que révélation variétés masculine. C'est un autre belge, Philippe Lafontaine, qui remporte le prix.
Il est l'un des interprètes de la chanson caritative On a toujours quelqu'un avec soi au bénéfice du Télévie, tout comme Axelle Red, Benny B, Claude Barzotti, Frank Michael, le Grand Jojo, Jeff Bodart, Muriel Dacq, Nathalie Pâque, Sandra Kim, etc.
Nommé Hip pop, son deuxième album sort chez Touchstone Records en 1993. Il passe plus inaperçu que le précédent. La chanson The Policy of Love en est extrait, le chanteur produit ce single.
L'année 1994 est marquée de sa collaboration avec l’interprète belge de bossa nova Fabian. En effet, Philippe Swan préfère écrire et composer pour les autres. Cette année, ils sortent deux albums chez Polydor. Il est auteur compositeur et producteur de Paradiso. Avec 45 000 exemplaires au Japon, c'est un succès. Ils s’y produisent durant une tournée. Toujours produit par Philippe Swan, le deuxième se nomme Topalo et ne rencontre qu'un succès d'estime,.

### Pygmalion et troisième album
En 1997, il remarque la jeune Mélanie lors de l'émission Pour La Gloire dont elle sort vainqueur dans la catégorie « Juniors ». Il lui suggère de prendre Mélanie Cohl comme nom de scène et lui propose son premier single, Dis oui. Le titre est choisi pour représenter la Belgique au concours Eurovision de la chanson 1998. À Birmingham, il obtient la sixième place. Dis oui est certifié double disque de platine. Il se place no 13 en Flandre et no 2 en Wallonie. Mélanie Cohl sort alors un album intitulé Mes îles, écrit, composé et réalisé par son mentor, Philippe Swan,.
La réussite de sa protégée permet en 1998 la sortie de son troisième album Troisième Millénaire sur le label belge AMC qui a signé Mélanie Cohl.
La chanteuse belge interprète la bande originale du long métrage Mulan des studios Disney. Qui je suis vraiment est l'adaptation française par Philippe Swan de la chanson Reflection de Christina Aguilera. Il atteint la 15e place du classement belge francophone et la 77e place en France.

### Production musicale
Le chanteur Günther Neefs interprète en 2000 Als jij van me houdt écrit par Philippe. En 2001, il compose Prénoms d'emprunt gravé sur Une autre lumière pour Pierre Bachelet. La même année, il adapte le titre What's a Girl Got to Do en français pour les L5. Ce que je veux de toi est gravé sur leur premier album. Il écrit en 2002 Votre fille pour l'album Cette vie nouvelle de Priscilla. La comédie musicale Blanche-Neige (comédie musicale) (nl) inspirée du conte homonyme des frères Grimm est jouée en 2003 et 2004 au Forum de Liège, au Palais des Beaux-Arts de Charleroi, au Cirque Royal de Bruxelles et aux Folies Bergère de Paris. Philippe Swan en signe l'adaptation et Jean-Luc Moreau est chargé de la mise en scène. Un album est édité par Universal,. La chanson intitulée Ouvre ton cœur de Philippe Swan sort le 2 juin 2006. Elle est chantée par le groupe Quanta créé pour l'occasion et composé des présentatrices télé Bérénice, Agathe Lecaron, Nancy Sinatra et Sandrine Corman,. Elle se classe à la 11e position des classements francophones cet été.
Magalie Vaé reprend Dis oui en 2006 sur son album du même titre. Il est producteur d’Une femme battante, le premier disque de Miss Dominique en 2006. En 9e position du Top 50, la galette est certifiée disque d'or. Il est également producteur l'année suivante d’Inventaire, le premier album de Christophe Willem qui a remporté la quatrième saison de Nouvelle Star face à Miss Dominique. En 1re position des classements belge et français, il est certifié triple disque de platine. En 2008, il produit les deux premiers albums de Vox Angeli : Vox Angeli et Imagine,. Leur disque homonyme se place no 2 en France et no 4 en Belgique. Celui-ci est certifié disque de platine tandis que Imagine est certifié disque d'or.
En 2007 et 2008, il s'associe au Studio 100 pour la réalisation en français des titres La chanson de Plop et La danse des lutins de la série pour enfants Lutin Plop ainsi que Le monde est si beau et Oh lalala de Fred et Samson.
Ensuite sortent deux nouveaux albums de Vox Angeli que Philippe Swan coréalise : Gloria en 2009 et Irlande en 2010.
Fin 2011, il travaille sur l'album éponyme du groupe Tale of Voices, vainqueurs de l'émission Sing-Off 100 % Vocal sur France 2. Dans la foulée, il coréalise leur album Les Voix de Noël sorti fin 2012. Produit par Philippe Swan, le deuxième album de Lisa Angell Des mots… sort en 2013. Il est également auteur et compositeur de certains titres. Précédant le disque, le premier single est Je saurai t'aimer. C'est une reprise de la chanson de 1999 de Mélanie Cohl qui est l'adaptation en français par Philippe Swan de The Power of Love de Céline Dion. La même année, il produit l'album Ménilmontant du groupe homonyme. Il écrit aussi la chanson Sandy pour l'album de Sylvie Vartan Sylvie in Nashville et le titre Bye Bye Baby pour son tour de chant à l'Olympia en 2015.
En 2014, Philippe Swan réalise l'album Les Jours Heureux du groupe Les Graffiti's sorti sur le label Columbia Records, ainsi que l'album Paix et Amour de Vox Angeli, le groupe s'étant reformé avec de nouvelles voix. Sur cet album, il signe Cette force en lui, adaptation française du titre Asimbonanga de Johnny Clegg, chanson qui rend hommage à Nelson Mandela. Il vit aux États-Unis et poursuit une carrière de peintre sous le pseudonyme de Le Closier. 

## Discographie

### Titres classés
| Dans ma rue          | —  | —  | 36  |
| Dis oui              | 2  | 13 | —   |
| Qui je suis vraiment | 15 | —  | 77  |
| Ouvre ton cœur       | 11 | —  | —   |
| La chanson de Plop   | 14 | —  | —   |
| Oh lalala            | 7  | —  | —   |
| La danse des lutins  | 13 | —  | —   |
| Le monde est si beau | 12 | —  | —   |
| À Paris              | —  | —  | 101 |